# 하태항
하태항은 전라남도 신안군 흑산면 태도리, 하태도 섬에 있는 어항이다. 1973년 12월 19일 지방어항으로 지정되었다. 시설관리자는 신안군수이다.

## 어항 구역
- 수역: 방파제 시점에서 반경 500M 떨어진 반경의 원내 수역

## 어항 시설
- 방파제 91m, 물양장 89m

## 주요 어종
- 돔, 우럭, 농어, 전복, 장어